# Réseau Mithridate
Le réseau de résistance Mithridate, fondé dès juin 1940 par Pierre Herbinger à la requête du service britannique de renseignement MI6, fut l’un des plus importants de la Seconde Guerre mondiale. Il rassembla plus de 1 600 agents répartis sur tout le territoire français, la Belgique et le Nord de l’Italie.
Réseau franco-britannique, Mithridate n'est pourtant rattaché au Bureau central de renseignements et d'action (BCRA) français qu'en janvier 1942. C’est un réseau de renseignements militaires chargé de fournir aux états-majors les indications nécessaires pour précéder ou accompagner les opérations de guerre.
Il fut opérationnel jusqu’en 1945. Il compta 1 987 agents homologués dont 127 morts pour la France et 208 déportés rentrés vivants. Quatre de ses membres ont été faits compagnon de la Libération : André Aalberg, Laure Diebold, Pierre-Jean Herbinger et François Binoche.
Le 14 mai 1944, Yves Farge fait détruire le fichier du STO de Versailles, grâce aux informations des infiltrés du réseau Mithridate.

## Membres du réseau
- Pierre-Jean Herbinger (1899-1972), dit « Bressac », chef et fondateur du réseau Mithridate ;

- André Aalberg (1913-1943), alias « Jean Louis », « Dieudonné » ou « Lucien Navarron », secrétaire général puis chef-adjoint du réseau, arrêté le 10 octobre 1943 ;
- Jean Baumel (1907-1977), chef de section, arrêté par la Gestapo en février 1944 et déporté à Auschwitz.
- François Etienne Binoche (1911-1997)[4] ;
- Louis Borrou (1923-1944)[5];
- Marcel Félix Brzostowski (1923-1995)[6], alias « Mickey », arrêté le 17 juin 1942 à Bas Ruy par Bourgoin, Isère. Condamné par le Tribunal d'Etat (section de Lyon) le 23 septembre 1943 à 6 ans de travaux forcés. Interné dans les prisons de Clermont-Ferrand, de Lyon puis d'Eysses [7]et enfin au camp de Compiègne. Déporté à Dachau, puis Kottern. Status résistant déporté, sous-lieutenant des FFC;
- Henriette Cabot (1899-1968), (née Baube)[8] dite "la dame des 4 boules". Infirmière de la Croix rouge Résistante. Chevalier de la légion d'Honneur. Croix de guerre 1939-1945. Croix du combattant volontaire. Médaille de la résistance.
- Roger Cannaud (1923-1944)[9];
- Charles Caudron (1908-1951)[10], alias « Bengali », FFC, FFI, FFL, commandant, réseau Mithridate. Ordre de la Libération[11].
- Robert Antoine Michel Challard (1915-1944)[12];
- Georges Cornaille (1889-)[13]; réseau ISOLE
- Jack René André Couturaud[14] (1917-1972), décoré de la légion d'honneur à sa mort le 8 janvier 1973. Après avoir pris part à la Campagne de Belgique, Monsieur Couturaud est fait prisonnier en mai 1940. Réformé au Stalag 1 B, il rejoint la France et participe en 1943 et 1944 à diverses missions comme agent des Forces Françaises Combattantes (Réseau Mithridate). Outre sa participation à l'action de la résistance, il apporte un concours actif à la réalisation, dans des conditions précaires de 150 ambulances commandées par la Défense passive (Ministère de l'intérieur) pour être affectées aux villes côtières soumises aux bombardements aériens[15].
- Pierre Ernest Adrien Dejean (1912-1944)[16], arrêté par la Gestapo le 2 septembre 1944, mort en déportation à Alkloven le 18 août 1944 ;
- Claude Derieux (1913-1958)[17], arrêté le 14 novembre 1943, interné à la prison Montluc, déporté à Buchenwald;
- Isidore Despradelle (1905-1944)[18] ;
- Laure Diebold (1915-1965), alias « Mona » et « Mado », secrétaire de Jean Moulin, arrêtée le 18 juillet 1942, relâchée puis arrêtée de nouveau le 24 septembre 1943, déportée à Ravensbrück ;
- Frédéric Donet (1891-1980)[19], alias « Laflèche », chef-adjoint des réseaux Mithridate à partir de fin 1943, arrêté le 19 mai 1944 lors de l'opération Ayesha, libéré à Bruxelles en septembre ;
- Jacqueline Fleury (1923-2019), alias "Tamanini" [20],[21] arrêtée en août 1943, déportée à Ravensbrück et Buchenwald le 15 août 1944, rapatriée le 30 mai 1945.
- Jean Joseph Xavier Emile Ganeval (1894-1981)[22], arrêté à Lyon le 14 novembre 1943, interné à la prison Montluc puis déporté à Buchenwald ;
- Camille Georges Jousse (1887-1945), arrêté par la Gestapo, déporté en janvier 1944, mort en déportation le 22 avril 1945 à Buchenwald[23] ;
- Rogatien Gautier (1917-1998)[24] alias « Roddy », chef-radio du réseau, arrêté le 19 mai 1944 lors de l'opération Ayesha, libéré à Bruxelles en septembre ; Décoration : Rosette de l'Ordre de la Libération[25]
- Émile De Gorter (1922-1944)[26], agent de liaison et de renseignement, exécuté sommairement le 20 août 1944 au Château de Vincennes ;
- Maurice Goujard (1893-1945) [27],[28], arrêté le 17 octobre 1943 à Clermont-Ferrand , déporté à Bergen-Belsen;
- Jean Marie Anselme Guet[29], responsable du secteur Nord et secrétaire général des réseaux Mithridate à partir de fin 1943, arrêté le 23 mai 1944, libéré à Bruxelles en septembre ;
- André Horb (1921-1944), dit “André Wendling”[30], agent télégraphiste, abattu le 10 octobre 1944 à Saorge ;
- Ferdinand Jegou (1919-1945)[31], mort en déportation ;
- Paul Jules Georges Joyeux (1913-)[32], responsable des Vosges ;
- Léon Jules (1897-1982)[33] ;
- Stéphanie Kuder (1910-1986), dit "Murat", arrêtée le 25 novembre 1943, déportée à Ravensbrück, Hannover-Limmer et Bergen-Belsen

- Gabriel Lacour (1897-1943)[34], alias “l’Aigle”, délégué général Zone Sud du réseau, fusillé le 20 décembre 1943 à Clermont-Ferrand ;
- Jean-Marie Landry (1915-)[35], alias “André”, opérateur-radio ;
- Léon Claude Laumin (1911-2004)[36]. Boucher à Clermont-Ferrand. En 1943, après avoir entreposé pour lui dans son commerce, durant plusieurs mois, des vivres pour ses troupes, il prend une part active dans l'évasion de son chef en novembre 1943, Charles Caudron (alias « Bengali », commandant)[37],[38]; celui-ci est en fuite après son arrestation par la Gestapo. Il le soigne et le cache durant 2 mois. Décoré de la Croix de guerre 1939-1945 (étoile d'argent) et Croix du combattant volontaire de la Résistance[39].
- Georges Laurent (1910-1944)[40], alias “Zozo” ou “René”, exécuté sommairement le 9 juillet 1944 au lieu-dit "Le Coudert" , à Riom-ès-Montagnes ;
- Jean Longueville (1893-)[41], alias « Lambert » ;
- André Lourioux (1920-1943)[42], fusillé le 16 avril 1943 à Angers (Maine-et-Loire) ; réseau ISOLE
- Henri François Mailhebiau (1920-1944)[43] ;
- Pierre Marcel Marie (1920-1998)[44], agent du réseau à Versailles puis responsable du secteur Sud-Loire ;
- Clément Henri Aimé Meis (1912-2010)[45], alias « Aimé », opérateur-radio, arrêté le 17 octobre 1943 à Clermont-Ferrand, déporté à Buchenwald ;
- André Fernand Mérand (1915-1943)[46], arrêté le 2 novembre 1942 à Châtelaillon-Plage (Charente-Inférieure), fusillé le 16 avril 1943 à Angers ;
- Paul Noël Mioche (1917-)[47], déporté à Dachau ;
- Fernand Morneau (1920-1944)[48], fusillé le 24 août 1944 dans les fossés du fort de Seclin ;
- Paul Paris (1893-1945)[49], arrestation à Paris par la Gestapo le 3 mai 1944, déportation le 21 mai 1944 et arrivée à Neuengamme - Sandbostel le 24 mai 1944 (matricule : 30375), décès dans le même camp le 17 avril 1945 ;
- Jean Pescay (1909-)[50], alias “Marseille” puis “Jean-Jean”, chef du secteur de Toulouse ;
- Anet Marius Pourtier (1896-1943)[51], mort sous la torture  le 17 novembre 1943 à Clermont-Ferrand ou Chamalieres ;

- Jean Louis Probst (1918-1996)[52], alias “Jeannot”, arrêté le 11 janvier 1944 à Toulouse, évadé dans la nuit du 3 au 4 mars 1944 de la prison d’Agen ;
- René Stahl (1913-1944)[53], alias “René”, arrêté le 23 mai 1944 à Paris et fusillé le 24 août 1944 dans les fossés du fort de Seclin ;
- Michel Stoven, alias “Sapeur”, et son fils Charles, alias “Vivace”[54],[55], arrêtés à Renescure le 19 mai 1944 lors de l'opération Ayesha, déportés et exécutés à Brandebourg-sur-la-Havel le 25 septembre 1944 ;
- Lucien Félix Eugène Trapier (1903-1975)[56],[57] ;
- Robert François Raymond Vecchierini (1901-1944)[58], arrêté le 24 juin 1944 à Valenciennes et fusillé le 24 août 1944 dans les fossés du fort de Seclin ;
- Paul Weil (1910-1980)[59], le 14 décembre 1942, déporté à Buchenwald.